# Trzaska (erb)

Trzaska

Trzaska [třaska] je staré erbovní znamení polské šlechty. Nazývalo se také Lubiewa, Biała, nebo Trzeska a vyskytovalo se také u linií rodů v Litvě, Rusku, a Německu.

## Popis
Na štítu jsou dva zlomené meče a mezi nimi měsíc. Tinkturami erbu jsou modrá a žlutá (zlatá). Vyobrazená přilba je turnajská s vloženou šlechtickou korunou. Přikryvadla jsou v barvách erbu a klenotem je 7 pavích per.

## Legenda o erbu
Tento erb byl udělen rytíři jménem Trzaska králem Boleslavem Chrabrým (992–1025). Při bitvě se na krále hnal nepřítel s vytaseným mečem. Rytíř Trzaska mu zablokoval cestu a kryl rány proti králi svým mečem. Pak sám zaútočil na nepřítele a vší silou ťal po jeho krku, ale jeho meč se zlomil až u rukojeti. Když to král spatřil, dal mu svůj meč, kterým Trzaska znovu bojoval proti přesile nepřátel. Mečem odrážel rány a sekal takovou silou, že pukl i druhý meč. Po boji zůstal kolem krále velký kruh mrtvých nepřátelských těl. Jako odměnu za odvahu a velké srdce mu král dal erb v této podobě dvou zlomených mečů. Erb Trzaska se také nazývá Lubiewa, protože rytíř měl v držení klášter Lubin ve Velkém Polsku, kde se tři členové jeho rodu, jeden po druhém, stali opaty. Na památku této podpory použil klášter erb Trzaska na svém štítu.
Na starém zobrazení erbu Trzaska z roku 1296 jsou místo mečů ještě zobrazeny kříže.    

## Erbovní rody
Erb užívala řada polských rodů, například rody Poplawski, Wendrogowski, Wędrogowski, Wieluński, Wilewski, Wileziński, Wiszniewski, Wiśniewski, Włoszczewski, Włoszczowski, Wolszleger, Wołkanowski, Balukiewicz, Bałukiewicz, Błażejowski, Błażewski, Ciskowski, Ciszkowski, Mejszer, Meydalon, Mgorowski, Michalski a další. Nositelé erbu byli římskokatolického vyznání. Například rod a linie Poplawskich neopustila katolické vyznání ani na území carského Ruska a při změnách režimů. Všichni potomci byli křtění katolíci. 